# Alle tijd
Alle tijd is een Nederlandse speelfilm van Job Gosschalk met in de hoofdrollen Paul de Leeuw en Karina Smulders.
De film is gebaseerd op een origineel scenario van Job Gosschalk. De film was een bescheiden succes met 81.500 bezoekers. De kritieken waren gemengd. De acteerprestaties werden geprezen, maar men vond het scenario vaak te soapachtig en vluchtig in plaats van dramatisch. Veel critici vonden dat er te veel gebeurtenissen in één verhaal werden geperst.

## Verhaal
De homoseksuele muziekleraar Maarten en zijn zus Molly hebben een bijzondere band met elkaar. Toen hun ouders overleden, nam Maarten de opvoeding van zijn kleinere zusje over. Hij wordt hierin gesteund door zijn beste vriendin Reina. Doordat Maarten zo veel tijd kwijt was aan de opvoeding van Molly heeft hij zichzelf in die periode weggecijferd. Op een dag kondigt Molly aan dat zij gaat samenwonen met haar vriend Teun. Hierdoor wordt Maarten geconfronteerd met het legenestsyndroom.
Maarten ontmoet Arthur, die twijfelt of hij homo is. Teun gaat vreemd, waarna Molly ook vreemdgaat, met dierenarts Melvin. Ze raakt zwanger, maar weet niet van wie, en wil het ook niet weten. Teun wil geen contact meer met haar.
Molly krijgt ongeneeslijke borstkanker, en gaat weer bij Maarten wonen. Melvin staat haar ook bij. Ze krijgt een gezonde zoon, Finn. Maarten belooft haar hem te verzorgen en op te voeden. Teun komt pas langs na Molly's overlijden.
De film werd opgenomen op locaties in Den Haag, waaronder het Appeltheater, Station Hollands Spoor en de Hofvijver.

## Rolverdeling
- Paul de Leeuw: Maarten
- Karina Smulders: Molly
- Lineke Rijxman: Reina
- Teun Luijkx: Teun
- Alwin Pulinckx: Arthur
- Christopher Parren: Melvin

## Achtergrond
Job Gosschalk was jaren terug als filmproducent van het auditiebureau Kemna betrokken bij veel Nederlandse speelfilms. Later werd hij eigenaar van Kemna, het meest invloedrijke auditiebureau van Nederland.
Maar het artistieke aspect van filmmaken trok meer en Gosschalk begon films en televisieseries te produceren. Veel succes had hij met de film Alles is liefde en de tv-serie 't Schaep met de 5 pooten. Vervolgens stapte hij over naar de regie en maakte de tv-serie S1ngle en het toneelstuk Verre vrienden. Zijn regiedebuut met een speelfilm kwam met Alle tijd, waarvoor hij ook het scenario schreef. Voor Alle tijd had hij een budget van 1,8 miljoen.

## Muziek
Terwijl Job Gosschalk Alle tijd aan het maken was zag hij op Youtube een paar filmpjes van de Nederlandse zangeres Elske DeWall. Hij was onder de indruk van haar talent en toen hij een demoversie
hoorde van haar single Chasing The Impossible vond hij gelijk dat het de titelsong van de film moest worden. Hoofdrolspeler Paul de Leeuw was het met hem eens en zo werd het nummer van Elske DeWall de titelsong van Alle tijd.

## Prijzen en nominaties
Op het Nederlands Film Festival 2011 werd Lineke Rijxman genomineerd voor een Gouden Kalf in de categorie Beste Vrouwelijke bijrol.
Op de Lesbisch Schwule Filmtage Hamburg (International Queer Film Festival) 2012 won de film de publieksprijs "Globola".